# 寬吻海豚屬
寬吻海豚屬（學名：Tursiops）是海豚科下最為人所知及普遍的一類。分子生物學研究顯示其下有兩個物種：瓶鼻海豚及印太洋瓶鼻海豚，而非只有一種。牠們棲息在溫帶的海域。
寬吻海豚屬會以10-30條的群落生活，有些數量可以少至1條或達至成千條。牠們主要吃魚類。牠們有時會合作捕捉魚群，也有獨自覓食的。牠們主要是靠回聲定位來尋找獵物。牠們會發出聲音及聽其回聲來確定身邊物件（包括獵物）的位置及大小。牠們也會利用聲音及身體語言來溝通。
寬吻海豚屬具有高度的智慧，包括模仿、使用人工語言、物件分類及自我認知等，這促使牠們與人類之間的互動。牠們在水族箱非常受歡迎，也有受訓來進行水雷及敵方蛙人定位。在一些地區，牠們可以與漁民合作將魚群引到漁網中。

## 分類
傳統上，寬吻海豚屬只有一個物種，故不能分辨其結構。而國際自然保護聯盟因此在IUCN紅色名錄缺乏數據。分子遺傳學提供了更好的工具來進行研究，並發現共有兩個物種：

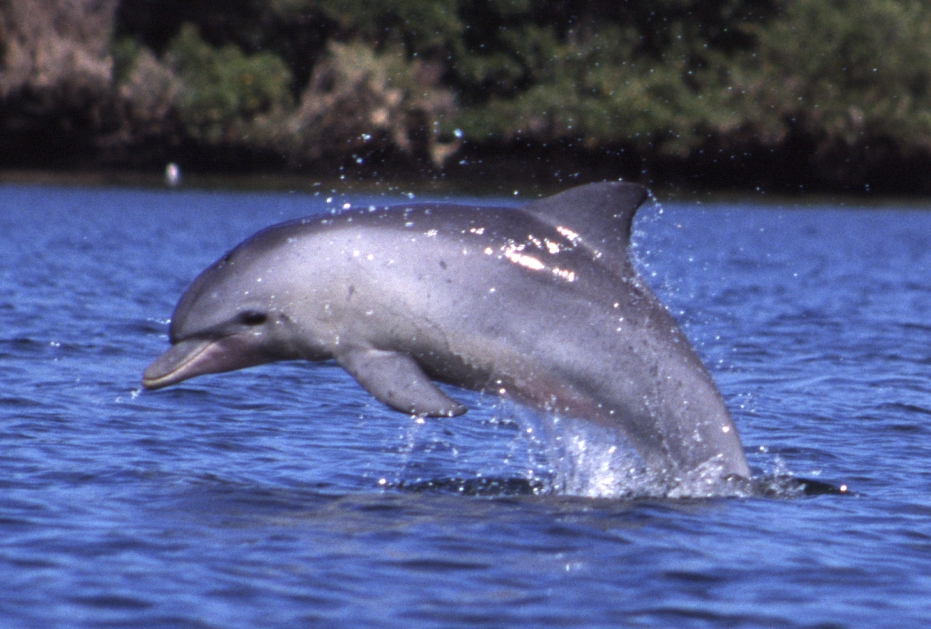
印太洋瓶鼻海豚。

- 寬吻海豚（T. truncatus）：分佈在熱帶至溫帶的海洋。身體呈灰色，配以藍灰色、褐灰色或近黑色的陰影。吻背至背鰭後一般較為深色；[4]
- 印太洋瓶鼻海豚（T. aduncus）：分佈在近印度、北澳洲、南中國、紅海及非洲東岸的海域。背部呈深灰色，腹部呈淺灰色或白色，且有灰色斑點。[4]

以下的有時被認為是寬吻海豚的亞種：
- 太平洋寬吻海豚（T. gillii或T. truncatus gillii）：分佈在太平洋，由眼睛至前額有一道黑線。[5][6]
- 黑海寬吻海豚（T. truncatus ponticus）：分佈在黑海。[5][7]

寬吻海豚在西北大西洋有兩個生態型：即較淺水或近岸的生態型及離岸的生態型。牠們的分佈地重疊，但遺傳基因上各有不同。不過，牠們並沒有被描述為不同的物種或亞種。一般而言，牠們具有足夠的群落遺傳變異來描述為獨立的物種。
一些遺傳學證據指印太洋瓶鼻海豚屬於細吻海豚屬，因其外觀較像花斑原海豚而多於寬吻海豚。

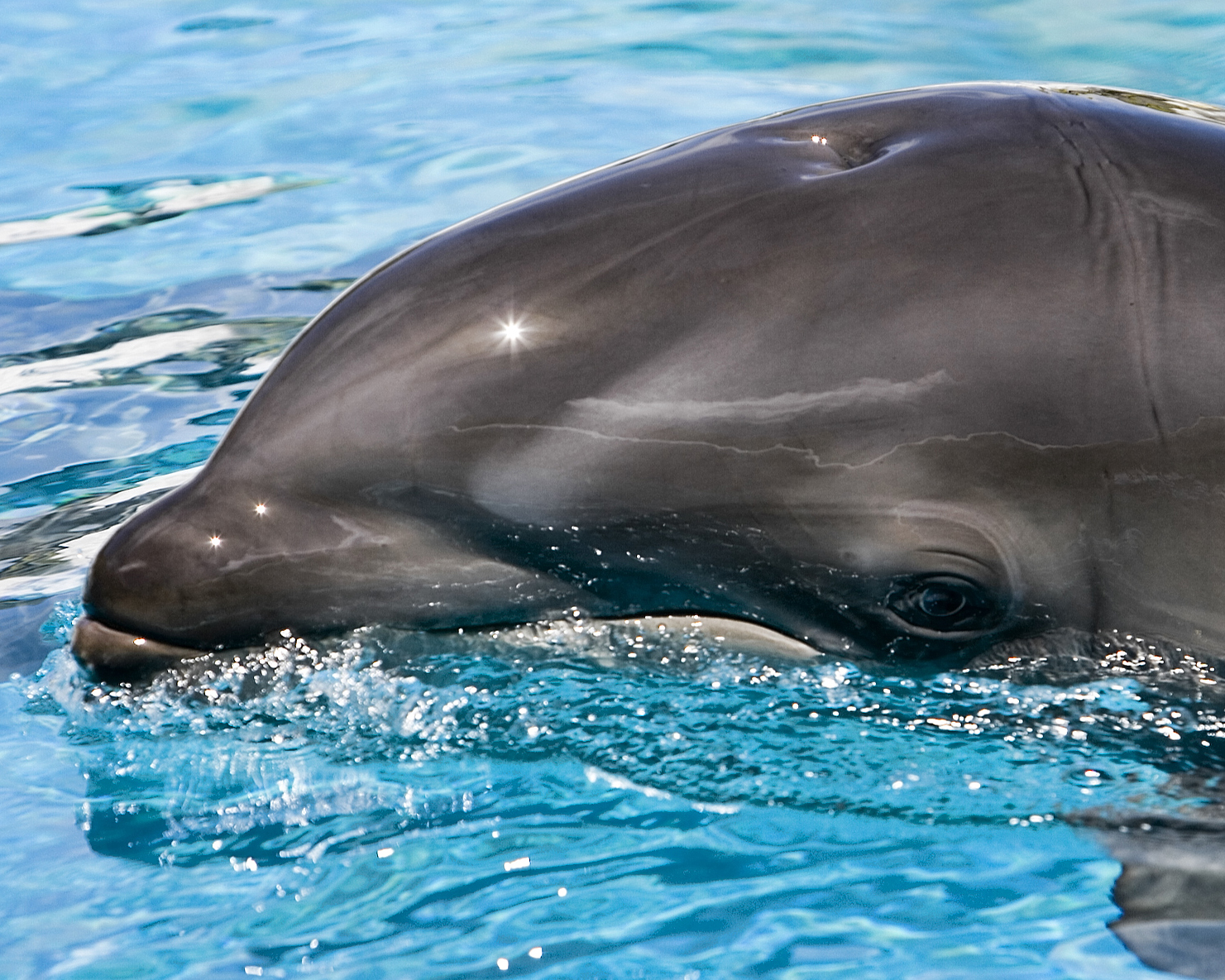
在夏威夷的鯨豚。

### 混種
寬吻海豚屬與其他海豚都有混種。野生及圈養的情況下，寬吻海豚屬都有與灰海豚都有混種。鯨豚是偽虎鯨與寬吻海豚的混種。鯨豚具生殖能力，現有兩條在夏威夷海洋公園（Sea Life Park），第一條是於1985年出生的雌性鯨豚。鯨豚也有野生的。圈養的寬吻海豚屬與糙齒海豚有混種。在加利福尼亞州的海洋世界（SeaWorld）出生了寬吻海豚屬及海豚屬的混種。其他的包括與花斑原海豚的混種，其大小會按棲息環境而改變。除了在東太平洋外，在較溫暖及淺水的海豚會較為細小。

## 特徵
寬吻海豚屬呈灰色，頂部近背鰭位置由深灰色至淺灰色，腹部呈接近白色。反蔭蔽令牠們不易被看見。成年長2-4米及重150-650公斤。雄性平均稍長及較重。在大部份地區，雄性約長2.5米及重200-300公斤。
寬吻海豚屬的壽命可以多過40歲。不過在美國佛羅里達州薩拉索塔（Sarasota）的研究卻發現牠們只有平均20歲或更少的壽命。

## 構造
寬吻海豚屬的上下顎較長。其真正的鼻子是在頭頂上的噴氣孔，當噴氣孔打開時，可以清晰看見其鼻中隔。

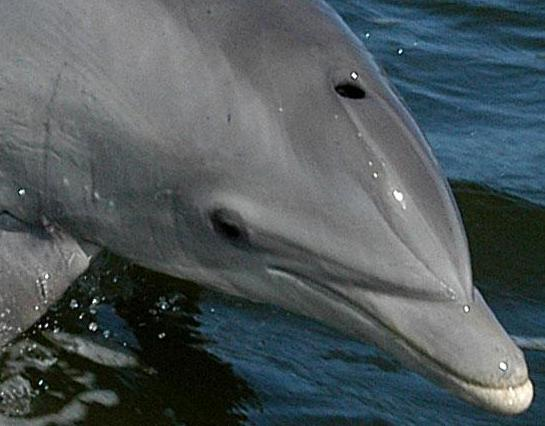
寬吻海豚屬的噴氣孔。

寬吻海豚屬上下顎每邊各有18-28顆錐狀牙齒。
尾巴及背鰭是由高密度的結締組織組成，並不含有骨頭或肌肉。它們的動力是靠上下擺動尾巴。胸鰭是用來操舵的，內中有與陸上哺乳動物相同的骨頭。在日本的寬吻海豚屬在近尾巴位置有兩條額外的胸鰭，大小如人類的手掌。科學家相信這是返祖現象。

## 生理及感官
在較寒冷的海域，寬吻海豚屬有較多的脂肪及血液，較為適合潛入深海。一般其體重的18–20%為鯨脂。大部份的研究都只限於北大西洋。

### 回聲定位
寬吻海豚屬是靠聲納形式的回聲定位來幫助覓食。它們會發出聲音，並聽取其回聲來替物件定位。牠們會在前頭發出喀喇聲的寬帶脈衝群，並利用眼後兩隻細小的耳穴來聆聽回聲，不過大部份的聲波則是經下顎傳入內耳。當物件接近時，其回聲漸大，牠們就會調低發出聲音的強度及增加頻度。牠們會等待每一次喀喇聲的回聲後才發出另一次。科學家也有就訊號強度、聲譜性質等進行研究。牠們甚至可以從中獲得物件形狀的資訊。

### 視覺
寬吻海豚屬的視覺非常敏銳。眼睛位於頭部兩側，並有絨氈層可以在暗光下幫助視覺。牠們的瞳孔呈馬蹄狀及有雙縫，令牠們在水中及空氣中也可以有很好的視覺。當在水中時，其眼球內的晶體用來聚焦光線；但當在空氣中時，充足的光線會令瞳孔收縮，形成精確度高的影象。

### 嗅覺
寬吻海豚屬的嗅覺很差，這是由於其鼻子（噴氣孔）在水中是緊閉有關。牠們的腦部沒有嗅神經或嗅葉。牠們可以分辨鹹味、甜味、苦味及酸味。一些圈養的寬吻海豚屬對某些食物有特別偏好，但並不清楚是否與嗅覺有關。

### 溝通
寬吻海豚屬會以吱吱聲、吹哨聲及身體語言來溝通。身體語言的例子包括跳出水面、咬顎、拍尾及頭撞。聲音及動作可以在群落中記錄其他成員的位置，也可以通報危險及食物。由於沒有聲帶，牠們是利用近噴氣孔的6個氣囊來發聲。每一隻寬吻海豚屬都有獨特的發聲聲頻。雖然約翰‧立利（John C. Lilly）於1950年代提倡沒有海豚語言，但現已分辨了其他30種聲音。也有學者展示了兩隻寬吻海豚屬的人工語言詞彙。
寬吻海豚除了透過聲音和動作進行溝通外，根據2024年發表於《iScience》期刊的研究，海豚在彼此玩耍時經常會做出類似於人類「開口微笑」的表情來表達友善和玩耍的意圖。當一隻海豚做出這個表情時，另一隻海豚有約33%的機率會回應相同的表情，該研究顯示，這種行為模式很可能是從「假咬」的行為演化而來，以避免引發衝突並促進社交互動。

## 智慧

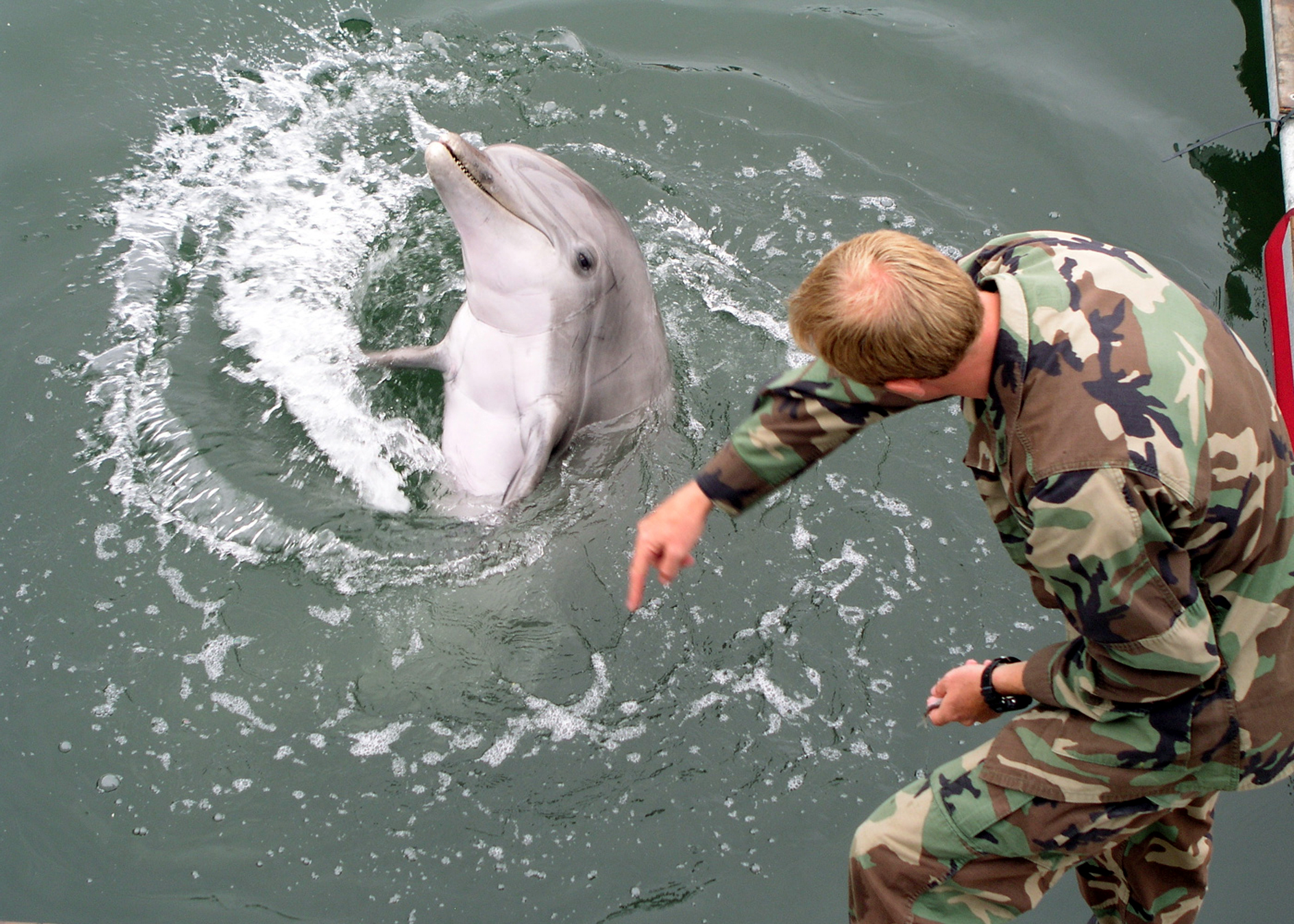
回應人類手勢的寬吻海豚屬。

### 認知
寬吻海豚屬具有認知的能力，包括概念學習、感官技能及精神表達。有關的研究都是自1970年代開始的，包括：
- 聲音及行為模仿[35][36]
- 在人工語言下理解詞彙排序[37][38]
- 記憶[39]
- 自我行為監控[40]
- 鉴别及分类[39][41]
- 對代表身體不同部份的符號的理解[42]
- 手勢的理解[43]
- 鏡中自我辨識[44][45]
- 數值[46]

### 工具使用
一些野生的寬吻海豚屬懂得使用工具。在鯊魚灣（Shark Bay），牠們會將水生的多孔動物門放在吻上，當牠們在沙質海床覓食時，可以起保護的作用。這種情況只有在鯊魚灣出現，而且只有雌性會這樣作。海獺是另外一種懂得使用工具的水生哺乳動物。於2005年的一項研究發現這種行為很有可能是由母親傳授的，顯示出一種文化。毛里塔尼亞的一些寬吻海豚屬會與漁民合作。牠們會將魚群引到岸邊的漁網中，並從中得到大量食物。牠們種內也會合作覓食，也有可能是由上一代傳授的。另外也有學者建議了鯨目文化的研究結構。
在南澳洲州近阿德萊德，寬吻海豚屬會以尾巴在水面上「行走」，即將身體上半部直立於水面之上，以尾巴推動身體運動。這可以是源自人類的訓練。於1980年代，一條雌海豚被當地的海豚館收留了3星期，而科學家認為牠於此時模仿了其他海豚的行為。另外兩條雌性海豚亦模仿了牠的動作。

### 皮層神經元
一些研究人員認為哺乳動物的智能是與大腦皮質上神經元的數量有關。寬吻海豚屬就有約5.8億個皮層神經元，而人類有11.5億個，黑猩猩屬有6.2億個，大猩猩則有4.3億個。

## 生活史

### 呼叫及睡眠
寬吻海豚屬只有一個噴氣孔，位於頭頂，由一個孔及皮瓣組成。當肌肉放鬆時，皮瓣就會關閉；相反肌肉收縮時，皮瓣就會打開。牠們是主動呼吸的，須走出水面打開噴氣孔來吸取空氣。牠們所儲存的氧氣量與身體的比例可以是人類的兩倍。牠們每公斤的體重就可以儲存36毫升氧氣。這是潛水的一種適應性。牠們一般每分鐘會升到水面2-3次來呼吸，而牠們可以潛水達20分鐘。
寬吻海豚半睡狀態下也可以呼吸。當睡覺時，牠們其中一邊腦會繼續運作，而另一邊則停止。活躍的腦部可以處理浮潛及呼吸的行為。牠們每日睡覺約8小時。睡覺時牠們會留在近水面慢游，間歇閉起一隻眼睛。

### 繁殖

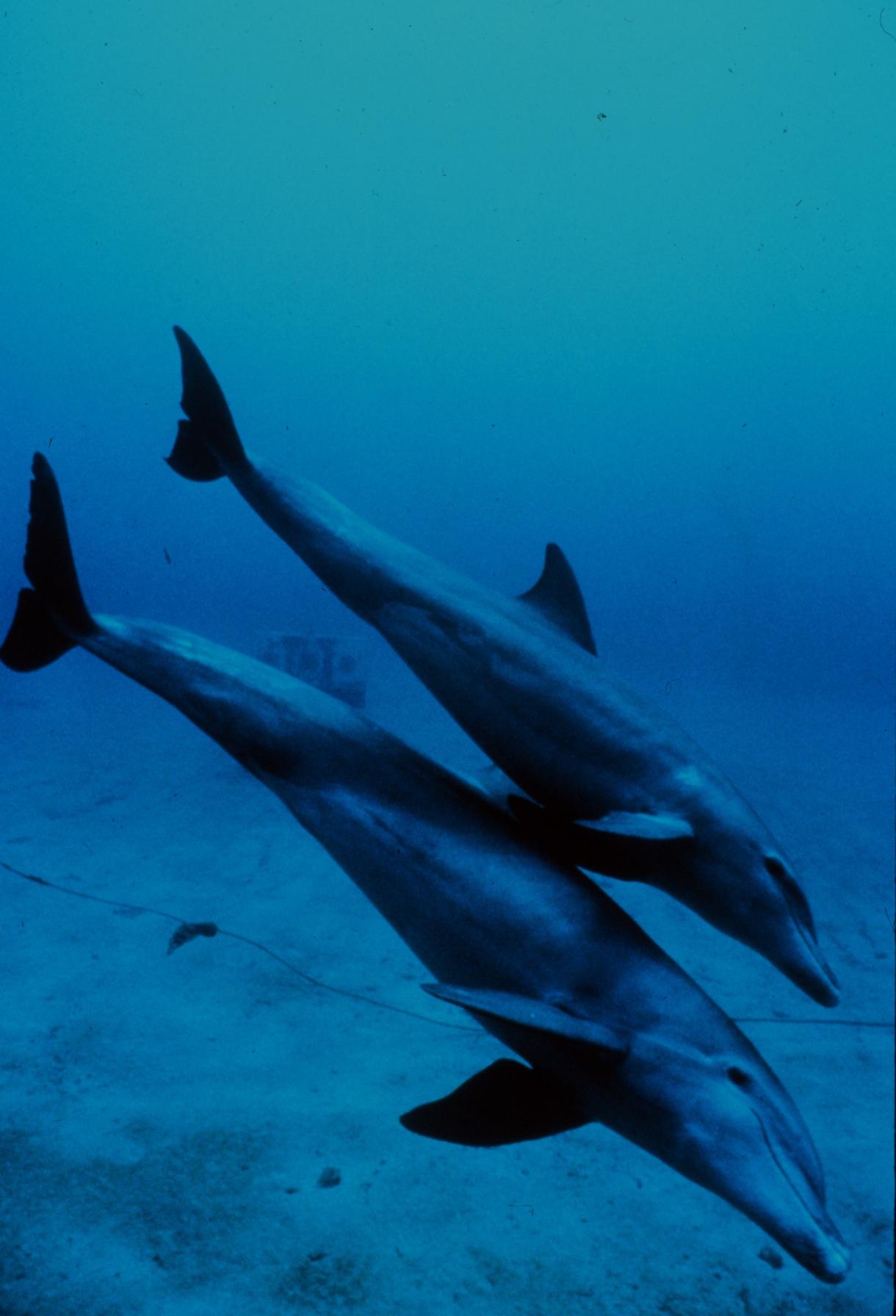
正在潛入水底的幼海豚及母親。

雄性及雌性寬吻海豚屬的腹部都有生殖裂口。雄性可以收縮其陰莖在裂口中。雌性的裂口內藏陰道及肛門。雌性有兩個乳房裂口，每一個有一個乳頭。這種收藏生殖器官的能力可以加強流體動力。
雄性會互相爭競到雌性前。牠們之間可以是互相打鬥或阻止雌性與其他雄性接觸。牠們以腹向腹來交配。雌性也會未在動情週期時進行交配。
繁殖季節時，雄性會出現很多變化。雄性的睪丸會變大，以儲存更多的精子。大量精子可以沖走前者的精子，並讓卵子受精。牠們的精子的濃度也會提高，以減少浪費精子。雄性的睪丸與身體比例較大。
妊娠期平均為12個月。一年只會生一胎，高峰期是於較溫暖的季節。幼生於淺水區出生，出生時有雄性助產，每次多都只會生一條。有時有可能會有孿生，但很稀有。新生的寬吻海豚長0.8-1.4米及重9-30公斤；而印太洋瓶鼻海豚一般都較為細小。
為加速護理，母親會從乳腺噴出乳汁。幼生的會吃奶18-20個月，並會靠在母親身邊直至斷奶後的幾年。雌性於5-13歲大就達至性成熟，雄性則要9-14歲。雌性每2-6年會繁殖一次。
雄性寬吻海豚屬會成對或成群的跟隨或限制雌性活動達幾星期之久，待她適合交配。

### 社群關係
成年雄性寬吻海豚屬很多時都是單獨或以2-3條的小群生活。成年雌性及幼生一般都會以達15條的群落生活。不過，群落的大小會經常改變，往往以日或小時來計算。一般而言，成年雌性及初生的會組成一群，而幼生的會雌雄一起生活。群落可以結合，形成達100條以上，甚至1000條的大群落。
寬吻海豚屬的社群行為與覓食無關。在撒丁島，魚類養殖場影響著寬吻海豚屬的分佈。

## 生態

### 食性
寬吻海豚屬主要吃細小的魚類、甲殼類及魷魚。雖然不同地方的群落有不同喜好，但一般都喜歡吃鯔科及鯖科。
牠們錐狀的牙齒可以咬住而非咀嚼食物。當遇到魚群時，牠們會合作將獵物逼到近岸區域以增加收獲。牠們也會獨自覓食，一般都以底棲物種為目標。牠們有時以尾巴擊打小魚，將之打出水面。
" 在地中海，寬吻海豚屬會與近岸漁民有衝突。由於漁網有密集的食物供應，故寬吻海豚有可能會被漁網所吸引。
寬吻海豚屬在近南卡羅來納州海岸會傳授覓食的技巧。當一群寬吻海豚屬發現魚群時，牠們會圍起魚群。牠們會將身體貼近泥床，逼魚群也貼近泥床。牠們會爬到兩邊吃沖上岸的魚類。

### 與其他物種關係
寬吻海豚屬對其他海洋生物會展示利他的行為。例如在新西蘭的瑪希亞沙灘（Mahia Beach）就曾有兩條小抹香鯨擱淺了。拯救人員嘗試了4次也未能將牠們帶回水中。後來一條寬吻海豚屬來到，彷彿與小抺香鯨溝通後，引領牠們沿沙州走了200米回到海中。

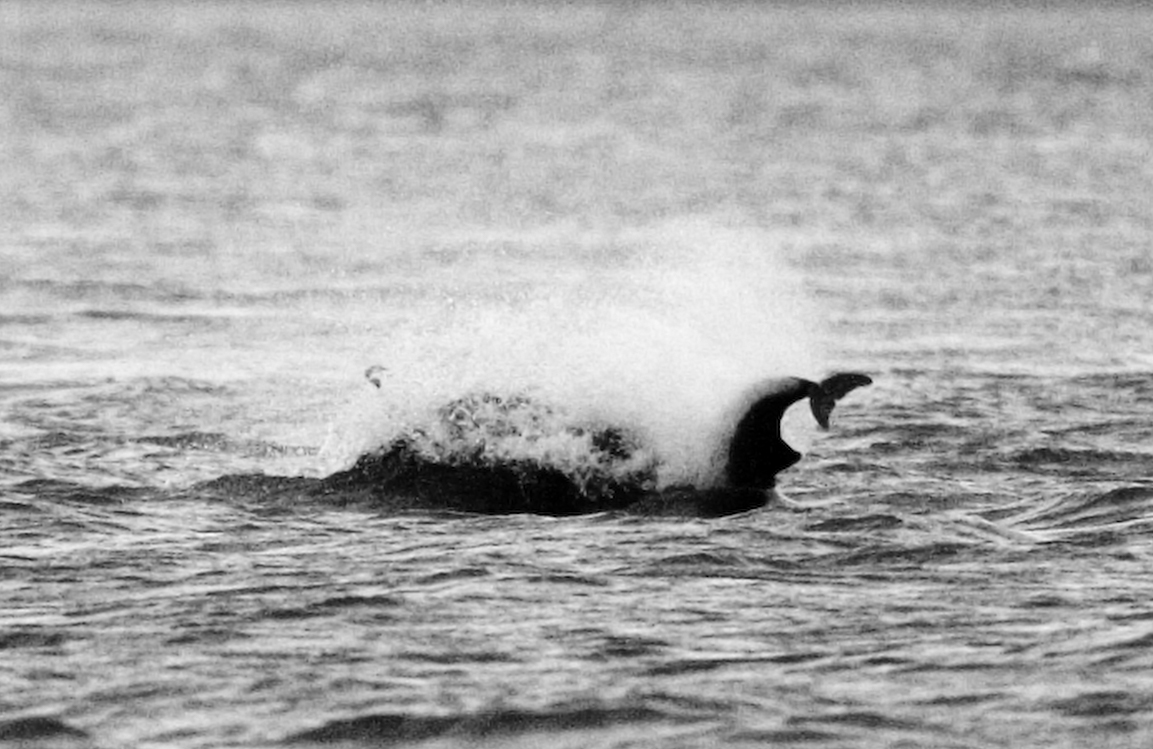
在蘇格蘭殺死鼠海豚的寬吻海豚屬。

寬吻海豚屬也會帶有攻擊性。雄性會為地位及與雌性交配而打鬥。在繁殖季節，雄性會互相激烈地競爭。牠們對鯊魚、某些殺人鯨及較細小的海豚會表現攻擊性。在蘇格蘭對出的群落是會殺嬰的，並且會攻擊及殺死鼠海豚。研究發現牠們並非獵食，而只為減低對食物的競爭。在愛爾蘭也觀察到相似的行為。
寬吻海豚屬有時會與其他海豚科物種組成混合群落，尤其是短肢領航鯨、偽虎鯨及灰海豚。牠們與較細小的物種也有互動，如花斑原海豚及糙齒海豚。這些互動有時較為親和，但也會帶有攻擊性。

### 掠食者
有些較大的鯊魚，如虎鯊、灰色真鯊、大白鯊及公牛鯊會獵食寬吻海豚屬。寬吻海豚屬可以保護自己，其至將鯊魚殺死。攻擊體形相似的成年海豚對鯊魚來說是非常危險。然而，由於鯊魚可以殺死體型跟自己相當或更大的獵物，又加上鯊魚懂得如何殺死鯨豚，也因此鯊魚殺死海豚的紀錄比海豚殺死鯊魚的紀錄多很多。某些殺人鯨群落也會掠食寬吻海豚屬，但情況甚少。
寬吻海豚屬成群一起時可以保護自己。牠們可以使用複雜的逃避方式，或排擠技術對抗掠食者。

## 與人類關係

### 互動

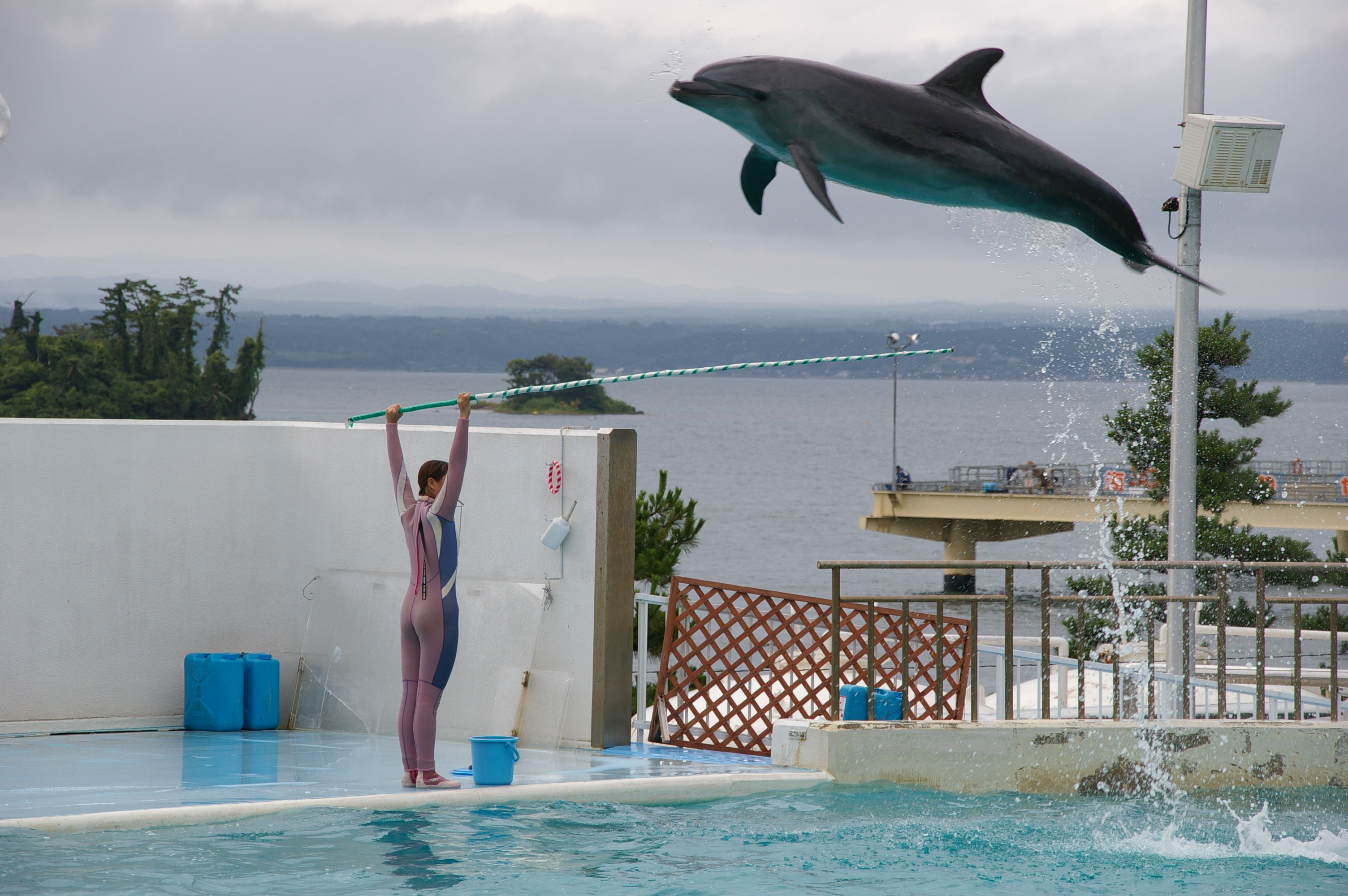
日本能登島水族館（Notojima Aquarium）。

寬吻海豚屬有時對人類會感到好奇。牠們有時會拯救受傷的潛水員。牠們也會幫助受傷的同類。例如於2004年11月，在法納雷對出100米有大白鯊接近4個救生員。寬吻海豚屬圍住他們40分鐘，防止鯊魚襲擊他們。
在海岸區，寬吻海豚屬很易撞上船隻。研究人員將獨行的寬吻海豚屬在船隻出沒與否時潛水行為量化了。牠們對回應旅客而多於捕魚船。船隻的航行、速度、引擎類型及分隔距離均會影響牠們的安全。
寬吻海豚屬在很多水族箱都會進行表演，引發很多爭論。一些動物福利的活躍分子指牠們沒有獲得足夠的空間或照顧。但是有指牠們已得到適當的照顧及享受與人類的關係。
殘疾兒童的治療包括與寬吻海豚屬的互動。

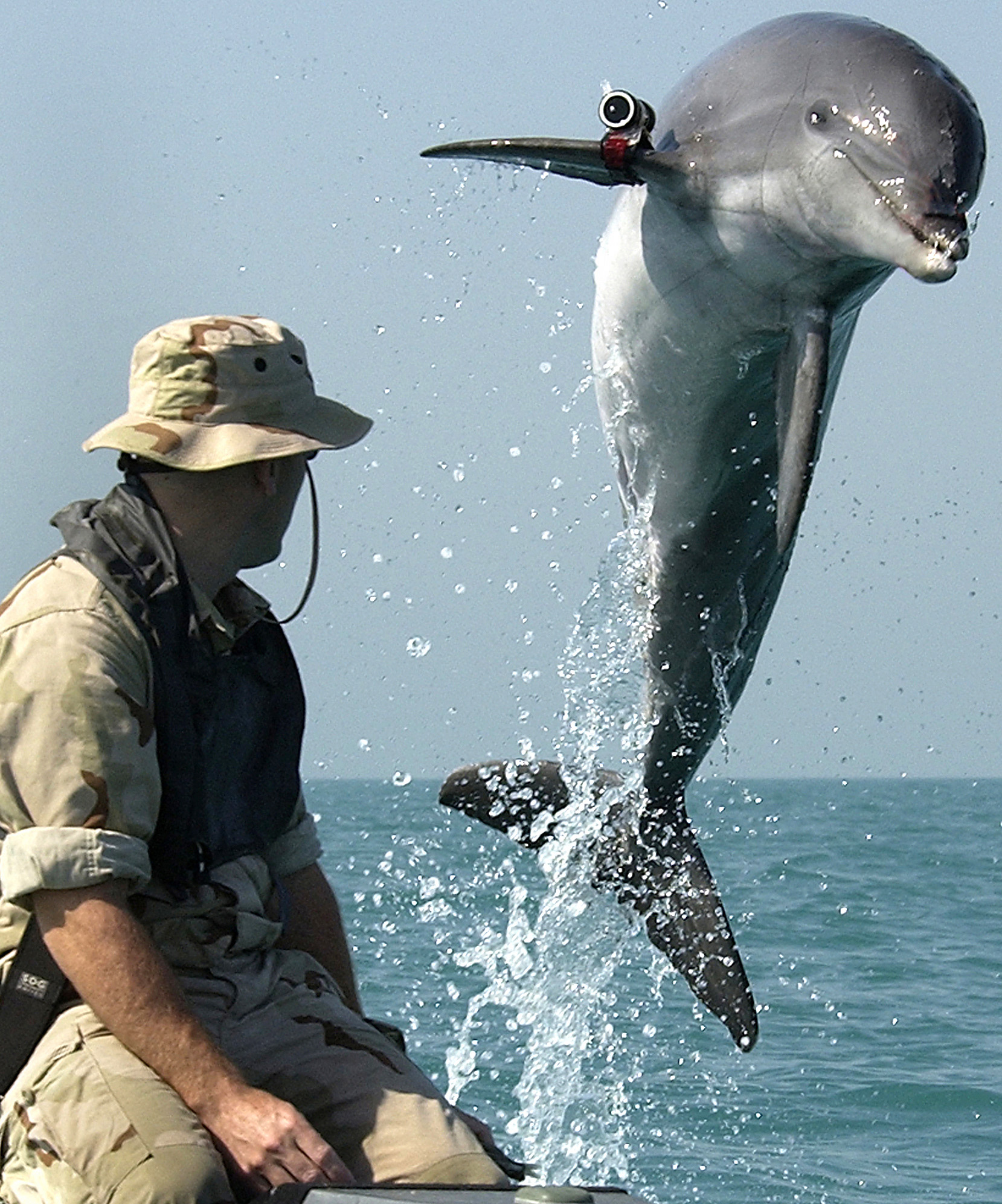
受美國海軍訓練負責尋找水雷等的寬吻海豚屬。

美國及俄羅斯軍隊訓練寬吻海豚屬來進行軍事任務，如找出水雷位置及偵測敵方蛙人。
在巴西拉古納，寬吻海豚屬會將魚群引到站在淺水區的漁民處。當漁民放出漁網時，一條海豚會翻轉。牠們就會吃逃走的魚類。牠們沒有受任何訓練，最初於1847年出現。相似的情況在非洲的毛里塔尼亞也有出現。

### 威脅
寬吻海豚屬會因海洋館表演需求及肉品等經濟利益而被獵，商人與政府則宣稱為維護傳統，且為減低對魚類的競爭而有獵殺的必要。牠們經常會與鮪魚一同出入，往往會被漁網所捕獲，或因而死亡。
全氟辛基磺酸會影響寬吻海豚屬的免疫系統。只要91.5十億分率就足以影響雄性老鼠的免疫系統；而只要多於1百萬分率就可以影響寬吻海豚屬。
在全球很多地區都發現寬吻海豚屬的組織內有高含量的金屬污染物。於南澳洲州的寬吻海豚屬就含有大量的鎘及汞，是令其腎衰竭等的元兇。

### 保育
寬吻海豚屬並非瀕危。因數量豐富及適應性強，牠們的將來非常穩定。不過，某些群落因多種環境轉變而受到威脅。在摩瑞灣（Moray Firth）及蘇格蘭的群落估計約有150條，但因騷擾、傷害、水污染及食物供應減少等而每年減少6%。另外，在新西蘭的群落亦因幼生死亡而數量減少。微弱的氣候轉變（如水溫上升）也對牠們有影響。
在美國水域，獵殺及騷擾海生哺乳動物是禁止的。國際海豚貿易也有嚴格限制。